# Nicola Sabatino
Nicola Sabatino   (Nàpols, 1705 - Nàpols, 4 d'abril de 1796) fou un compositor italià de l'escola napolitana.

## La vida i el treball
Nicola Sabatino era fill de Giovanni Sebastiano Sabatino (1667-1742), violinista de la capella real de Nàpols. Va rebre la seva formació al "Conservatorio di Sant'Onofrio de Capuana", on va ser alumne de Francesco Feo i Ignazio Prota, i va rebre lliçons de violí d'Emanuele Barbella. Sabatini era sobretot un compositor de música d'església. Va compondre nombroses configuracions de salms, magnificats i tantum ergo, així com altres obres d'ús de l'església. Nombroses obres o representacions supervivents datades del període comprès entre el 1725 i el 1775 testimonien la seva fructífera obra compositiva.
A causa de la malaltia de Pergolesi, el 1735 va rebre l'encàrrec de compondre part de la Serenata Il tempo felice amb motiu de les noces del príncep de San Severo, Raimondo di Sangro. El 1752 va compondre la seva primera òpera, Cleante que es va representar a Roma. Gràcies a l'èxit de Cleante, el 1754 va rebre l'encàrrec de compondre l'òpera Arsace per al Teatro San Carlo de Nàpols. Després Sabatino es va tornar a dedicar principalment a la música de l'església. El 1758 es va convertir en director de banda a l'església de "San Giacomo degli Spagnuolii" el director de 1763 a l'"Oratorio dei Filipini", va ocupar els dos càrrecs fins a la seva jubilació el 1788. Com a antic mestre dels músics napolitans, va dirigir el servei funerari públic el 1774 en memòria del desaparegut compositor Niccolò Jommelli.

## Obres d'escena
- Il tempo felice (Serenata, Nàpols, 1735)
- Cleante (Carnaval 1752, Roma)
- Arsace (30 de maig de 1754, Nàpols)
- L'Endimione, llibret: Pietro Metastasio (Dublín, Academy of Music, 1758)

## Misses
- Missa de quatre parts a la major, 1726
- Massa de cinc parts a G major, 1728
- Massa de cinc parts a G major, 1749

## Oratoris
- Jaele (Gènova, 1740; Venècia, 1743)
- L'Immacolata Concezione santissima Vergine (Venècia, 1741)
- L'Innonocenza intatta (Spello, 1743)
- L'Aurora foriera della pace fra Giacobbe ed Esaù (Palerm, 1757)

## Cantates
- Laetamini fideles per a alto, 2 violins i B. c.
- Tortuga de vi
- Pieta vi supplico dolce Signore.

## Instrumental
- Sonata per a violoncel, 2 violins i B. c.
- Sonata per a flauta travessera, 2 violins i B. c. (perdut)